# 王绒鸭
王绒鸭（学名：Somateria spectabilis），是雁形目鸭科的一种鸟类。

## 特征
王绒鸭体重约1616.71克，翼长约266.3毫米，嘴峰长约33.8毫米，喙宽度约17.5毫米，喙厚度约14.1毫米，跗蹠长约42.8毫米，尾长约76.2毫米。王绒鸭是候鸟，其栖息在开放的海洋及海岛环境中，食性为肉食性，主要食物来源是水生动物。

## 分布
欧亚大陆和北美洲的北极地区。